# Гляденовская культура
Гляде́новская культу́ра — археологическая культура раннего железного века (III век до н. э. — V век н. э.) в таёжном Прикамье. В широком смысле слова — культурно-историческая общность археологических памятников железного века на северо-востоке Европейской части России (Прикамье, бассейны Вычегды, Мезени, Печоры), в которую помимо гляденовской включают также пиджскую и джуджыдъягскую археологические культуры.

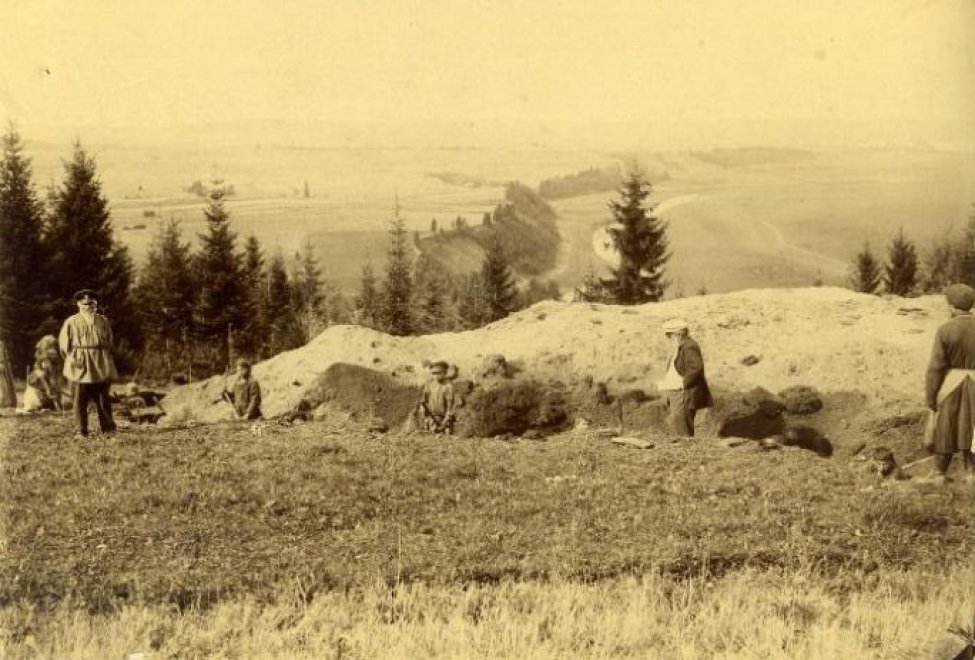
Раскопки Н. Новокрещённых на Гляденовском костище (1897)

Получила название от костища на Гляденовской горе близ реки Нижняя Мулянка под Пермью. Костище раскапывалось Н. Н. Новокрещённых в 1896—1897 годах, материалы раскопок опубликованы А. А. Спицыным. Культура выделена в 1920—1930 годах А. В. Шмидтом.
Для культуры характерны городища, селища, могильники, святилища-костища на заброшенных городищах ананьинской культуры на самых высоких мысах. В основе хозяйства — животноводство, охота и рыболовство, цветная и чёрная металлургия. В. В. Напольских и С. К. Белых на основании метода лингвистической палеонтологии связывают культуру с носителями прапермского языка.
Финал культуры хронологически приходится на климатический минимум раннего Средневековья, вызвавший заболачивание речной долины Камы и миграцию населения.